# Charles Chihara
Pour les articles homonymes, voir Chihara.
Charles Seiyo Chihara (19 juillet 1932 – 16 février 2020) est un philosophe américain spécialisé dans la philosophie des mathématiques et de la métaphysique .

## Enfance et éducation
Né de parents nippo-américains à Seattle, Chihara passe une partie de sa jeunesse dans un camp d'internement pendant la Seconde Guerre mondiale. Après avoir obtenu son diplôme de la O'Dea High School (en), il obtient un baccalauréat ès sciences en mathématiques de l'université de Seattle, une maîtrise ès sciences en mathématiques de l'université Purdue et un doctorat en philosophie de l'université de Washington.

## Carrière
Pendant la majeure partie de sa carrière, Chihara est membre du corps professoral du département de philosophie de l'université de Californie à Berkeley. En philosophie des mathématiques, Chihara est connu pour ses travaux sur le nominalisme, le structuralisme et le paradoxe du menteur.

## Publications
- (en) Charles Chihara, Ontology and the Vicious Circle Principle, Cornell University Press, 1978 (ISBN 0-8014-0727-3).